# Siemens Vectron
De Siemens Vectron is een locomotiefplatform gebouwd door Siemens Mobility. Het heeft de voorgaande locomotieffamilies EuroSprinter en de daarvan afgeleide ES 2007 vervangen. Er bestaan verschillende elektrische aangedreven varianten, een diesel- en een dual-mode versie. De naam Smartron wordt gebruikt voor een uitgeklede elektrische uitvoering.

## Geschiedenis
Op 29 juni 2010 werd op het Siemens testcentrum Wegberg-Wildenrath de (elektrische) Vectron als nieuwe locomotieffamilie gepresenteerd. Later dat jaar op InnoTrans 2010 werd ook een dieselvariant gepresenteerd. In het voorjaar van 2018 volgende de Smartron als uitgeklede versie, bedoeld voor inzet in Duitsland. Later dat jaar, op InnoTrans 2018, kwam de Vectron Dual-Mode. Dit is een diesellocomotief met uitbreiding om te kunnen rijden met de Duitse bovenleidingspanning als energiebron.

## Varianten
Er zijn verschillende versies:
Vectron MS
Meerspanningsloc (multicourant) met 6400 kW vermogen en een maximumsnelheid van 160 of 200 km/h.
Vectron AC (hoog vermogen)
Hoogvermogen wisselstroomloc met 6400 kW vermogen en een maximumsnelheid van 160 of 200 km/h.
Vectron AC (midden vermogen)
Middelvermogen wisselstroomloc met 5600 kW vermogen en een maximumsnelheid van 160 km/h.
Smartron
Uitgeklede versie van de Vectron AC (midden vermogen), alleen geschikt voor 15 kV 16,7 Hz of 25 kV 50 Hz, geen ETCS maar alleen PZB en LZB en altijd geleverd in capriblauw.
Vectron DC midden vermogen
Gelijkspanningsloc (= 3000 V) met 5200 kW vermogen en een maximumsnelheid van 160 of 200 km/h.
Vectron DE
Dieselloc met een maximumsnelheid van 160 km/h. Deze variant is iets langer dan de elektrische exemplaren en heeft twee zijgangen in plaats van een middengang.
Vectron DM
Locomotief met zowel een grote dieselmotor als een stroomafnemer voor 15 kV 16,7 Hz. Heeft een (elektrisch) vermogen van 2.400 kW en een maximumsnelheid van 160 km/h.
Vectron DM light
Locomotief met zowel een kleine dieselmotor als een stroomafnemer voor 15 kV 16,7 Hz. Heeft een (elektrisch) vermogen van 2.210 kW en een maximumsnelheid van 120 km/h.
De wisselspanningsvarianten zijn geschikt voor 15 kV 16,7 Hz en 25 kV 50 Hz. De meerspanningsvariant kan tevens rijden onder gelijkspanning van 1500 V en 3000 V. De Vectron DC is echter alleen geschikt voor 3000 volt gelijkspanning.

## Techniek

### Beschrijving
Het uiterlijk van de Vectron is gebaseerd op de ES 2007 en wijkt daardoor alleen op detail af van locomotieven zoals de reeks 18 van de Belgische spoorwegen. Het binnenwerk is compleet anders. De elektrische machines hebben een rechte middengang met aan weerszijden alle apparatuur. Afhankelijk van de gekozen apparatuur en ballast weegt de loc tussen de 80 en 87 ton (beladingsklasse C, CM of D). Alle gangbare Europese treinbeïnvloedingssystemen en ERTMS kunnen worden ingebouwd. Naast de normaalspoorversie kunnen er ook locomotieven voor andere spoorwijdten gebouwd worden.
Overbrenging van de draaibeweging van de elektromotor naar de wielas geschiedt via zogenoemde Ritzelhohlwellenantrieb, die in de verbeterde uitvoering (zoals ontworpen voor de Vectron) snelheden tot en met 200 km/h toelaat. Eventueel kan een Kardan-Hohlwellen-Antrieb ingebouwd worden in dezelfde beschikbare ruimte, waardoor de maximumsnelheid wordt verhoogd tot 230 km/h. Er dienen dan strengere botsnormen (TSI High Speed) in acht genomen te worden.
De remtechniek omvat een indirecte luchtdrukrem (Knorr Einheitsbremse) fabricaat Knorr Bremse. Er kan gewisseld worden tussen remstanden G, P, R en een hoogvermogensrem volgens UIC 546.II.2 (rempercentage minimaal 135 %). Daarnaast is er een elektische/recuperatieve rem met 150 kN of optioneel 240 kN remkracht. Voor beremming van de locomotief is er een direct werkende luchtdrukrem aanwezig. Er bestaat de mogelijkheid voor elektropneumatische aansturing en noodremoverbrugging via verschillende soorten kabels, onder andere via UIC-kabels.

### Tabel
|                                    | MS                                              | AC                            | Smarton                          | DC             | DE               | DM               | DM light             |
| ---------------------------------- | ----------------------------------------------- | ----------------------------- | -------------------------------- | -------------- | ---------------- | ---------------- | -------------------- |
| Nummering in Duitsland (Baureihe)  | (6)193                                          | (6)192                        | -                                | (1)247         | (2)248           | (2)249           |                      |
| Andere nummering                   | (7)383 (Tsjechië)                               |                               |                                  | (5)170 (Polen) |                  |                  |                      |
| Lengte (mm)                        | 18.980                                          | 18.980                        | 18.980                           | 18.980         | 19.980           | 19.975           | 20.500               |
| Breedte (mm)                       | 3.012                                           | 3.012                         | 3.012                            | 3.012          | 3.024            | 3.020            | 3.020                |
| Hoogte (mm)                        | 4.248                                           | 4.248                         | 4.248                            | 4.248          | 4.223            |                  |                      |
| Omgrenzingsprofiel                 | G1                                              | G1                            | G1                               | G1             | G1               | G2               | G2                   |
| Gewicht (ton)                      | 88 - 90                                         | 85 - 90                       | 83                               | 80             | 83 - 88          | 90               | 84                   |
| Aslast (ton)                       | max. 22,5                                       | max. 22,5                     | 21                               | 20             |                  | 22,5             | 21                   |
| Beladingsklasse                    | D2                                              | D2                            | CM2                              | C2             | CM2 - D2         | D2               | CM2                  |
| Draaistelafstand (m)               | 9,50                                            | 9,50                          | 9,50                             | 9,50           | 10,80            | 10,80            | 10,80                |
| Radstand (m)                       | 3,00                                            | 3,00                          | 3,00                             | 3,00           | 2,70             | 2,70             | 2,70                 |
| Wieldoorsnee nieuw / gebruikt (mm) | 1.250 / 1.160                                   | 1.250 / 1.160                 | 1.250 / 1.160                    | 1.250 / 1.160  | 1.100 / 1.020    | 1.100 / 1.020    | 1.100 / 1.020        |
| Max. snelheid (km/h)               | 160 / 200 / 230                                 | 160 / 200                     | 160                              | 160 / 200      | 160              | 160              | 120                  |
| Stroomsysteem                      | ~ 25 kV 50 Hz ~ 15 kV 16,7 Hz = 3000 V = 1500 V | ~ 25 kV 50 Hz ~ 15 kV 16,7 Hz | ~ 25 kV 50 Hz of ~ 15 kV 16,7 Hz | = 3000 V       | -                | ~ 15 kV 16,7 Hz  | ~ 15 kV 16,7 Hz      |
| Aanzetkracht (kN)                  | 300 / 320 / 350                                 | 300 / 320 / 350               | 300 / 320                        | 300 / 320      | 300              | 300              | 300                  |
| Vermogen AC (kW)                   | 6.400                                           | 6.400                         | 5.600                            | -              | -                | 2.400            | 2.210                |
| Vermogen DC (kW)                   | 6.000 (3000 V) 3.500 (1500 V)                   | -                             | -                                | 5.200 / 6.000  | -                | -                | -                    |
| Vermogen dieselaandrijving (kW)    | -                                               | -                             | -                                | -              |                  | 2.000            | 750 (max. 0.926)     |
| Vermogen dieselmotor (kW)          | -                                               | -                             | -                                | -              | 2.400            | 2.400            | 950 (max. 1.119)     |
| Dieselmotor                        | -                                               | -                             | -                                | -              | 1 × MTU 16V 4000 | 1 × MTU 16V 4000 | 1 × Cummins QST 30-L |
| Tankinhoud (L)                     | -                                               | -                             | -                                | -              | 4.000            | 2.600            | 1.500                |
| Remkracht (kN)                     | 150 (240)                                       | 150 (240)                     | 150 (240)                        | 150 (240)      | 150              | 150              | 150                  |
| Remvermogen regeneratief (kW)      | 6.400                                           | 6.400                         | 5.600                            |                |                  | 2.100            | 2.210                |
| Remvermogen weerstand (kW)         | 2.600                                           | -                             | -                                | 2.600          |                  | 1.700            | 1.000                |

## Klanten

### Kleinere bestellingen
In december 2010 heeft de leasemaatschappij Railpool zes elektrische locomotieven besteld, bedoeld voor grensoverschrijdend personen- en goederenverkeer tussen Duitsland en Oostenrijk. De locomotieven zullen een vermogen krijgen van 6400 kW en geschikt zijn voor een bovenleidingsspanning van 15 kV 16,7 Hz wisselspanning.
In maart 2012 bestelde het Italiaanse Fuori Muro 2 stuks Vectron DC, levering moet volgen in december 2013. De machines zullen geschikt zijn voor 3.000 V bovenleidingsspanning, een vermogen krijgen van 5.200 kW, een gewicht van 80 ton en een maximumsnelheid van 160 km/h.
In december 2012 werd bekend dat DB Schenker Rail Polska 23 locomotieven heeft besteld voor uitlevering tot 2015, plus een optie voor nog eens 13 stuks. Het gaat om monocourante machines geschikt voor 3.000 V bovenleidingsspanning.
Begin juni 2013 heeft Siemens een opdracht voor 15 stuks gekregen van leasebedrijf Mitsui Rail Capital Europe (MRCE), bedoeld voor inzet in Duitsland, Oostenrijk en Hongarije. Het gaat om elektrische locomotieven versie B, met 6.400 kW vermogen, een maximumsnelheid van 160 km/h en de benodigde nationale treinbeïnvloedingssystemen en ERTMS. Tevens wordt een deel van de machines voorbereid op ombouw tot meerspanningslocomotief. Ook zal bekabeling aangebracht worden voor eventuele latere installatie van andere treinbeinvloedingssystemen. De eerste exemplaren zullen eind 2013 geleverd worden.
Op 27 maart 2015 bestelde BLS Cargo AG 15 Mehrsystem lokomotieven voor inzet in Duitsland, Oostenrijk, Zwitserland, Italië en Nederland. De eerste locomotieven zijn in de zomer van 2016 in gebruik genomen.
Eind januari 2016 maakte Siemens bekend dat met de bestelling van 8 machines door de firma Lokomotion er tot dan toe 300 locomotieven zijn verkocht aan in totaal 20 verschillende klanten.
De Nederlandse Spoorwegen heeft in mei 2018 besloten de aanbesteding voor het leasen van twaalf Vectron-locs te starten, die vanaf 2020 een snellere verbinding tussen Amsterdam en Berlijn mogelijk moeten maken. Door de aankoop van Talgo treinen door de Deutsche Bahn werd aanvankelijk van dit plan afgezien. Door de vertraagde levering van de Talgo's zijn er sinds 2023 alsnog een aantal Vectrons geleased.
Door de komst van de ÖBB Nightjet Amsterdam - Wenen en de Nightjet Amsterdam - Zürich, leaset de NS in 2020 twee Vectron locomotieven van ELL. Tot aan Keulen (Nightjet Wenen) en Frankfurt (Nightjet Zürich) rijdt de trein met NS loc en personeel. Vanaf Keulen of Frankfurt neemt ÖBB het zelf over.

### Finland
Eind 2013 werd bekendgemaakt dat Siemens aan de Finse spoorwegen (VR) tachtig Vectron locomotieven van het type Sr 3 mag leveren. Het contract heeft een waarde van meer dan 300 miljoen euro, en omvat tevens een optie op nog 97 locomotieven en onderhoud voor een periode van 10 jaar. Levering zal plaatsvinden van 2016 tot 2026. Het gaat om breedspoormachines (1524 mm) voor 25 kV 50 Hz wisselstroom, met een vermogen van 6.400 kW, een gewicht van 90 ton en een maximumsnelheid van 200 km/h. De locomotieven worden gebouwd voor een minimumtemperatuur van - 40 °C, in plaats van - 25 °C. Tevens worden twee (last-mile) dieselmotoren ingebouwd.

### Overzichtstabel
De onderstaande tabel geeft een overzicht van de tot op heden afgesloten bestellingen. Naast deze machines zijn er ook nog een aantal locomotieven in bezit van de fabrikant zelf, deze worden gebruikt voor het verkrijgen van de benodigde toelatingen. De kolom Inzetgebied vermeldt het voorziene inzetgebied, ongeacht of de machines ook daadwerkelijk (al) toegelaten zijn in de desbetreffende landen. In mei 2020 maakte Siemens bekend dat het zijn duizendste Vectron locomotief had afgeleverd.
| Klant                                                            | Jaartal             | Aantal en type                         | Series  | Specificaties                   | Inzetgebied                                                       | Opmerkingen                                            |
| ---------------------------------------------------------------- | ------------------- | -------------------------------------- | ------- | ------------------------------- | ----------------------------------------------------------------- | ------------------------------------------------------ |
|                                                                  | bestelling levering |                                        |         | max. snelheid treinbeinvloeding |                                                                   |                                                        |
| Railpool                                                         | 2012 2012-2013      | 06 × Vectron AC                        |         | 200 km/h ERTMS / PZB / LZB      | Duitsland Oostenrijk                                              |                                                        |
| Railpool                                                         | 2014                | 05 × Vectron AC                        |         |                                 |                                                                   |                                                        |
| Railpool                                                         | 2015                | 03 × Vectron AC                        |         |                                 |                                                                   |                                                        |
| Railpool                                                         | 2016                | 05 × Vectron AC optie: 10 stuks        |         |                                 |                                                                   |                                                        |
| Fuori Muro                                                       | 2012                | 02 × Vectron DC                        |         | 160 km/h                        | Italië                                                            |                                                        |
| DB Schenker Rail Polska                                          | 2012 vanaf 2012     | 23 × Vectron DC optie: 13 stuks        |         | 160 km/h                        | Polen                                                             |                                                        |
| MRCE                                                             | 2013 vanaf 2013     | 15 × Vectron AC                        |         | 160 km/h o.a. ERTMS             | Duitsland Oostenrijk Hongarije                                    |                                                        |
| MRCE                                                             | 2014 vanaf 2014     | 20 × Vectron AC                        |         | 200 km/h o.a. ERTMS             | Duitsland Oostenrijk Hongarije                                    |                                                        |
| MRCE                                                             | 2015 vanaf 2016     | 10 × Vectron AC 11 × Vectron MS        |         | 160 km/h o.a. ERTMS             |                                                                   |                                                        |
| MRCE                                                             | 2016                | 10 × Vectron AC                        |         | 160 km/h o.a. ERTMS             | DE / AT Italië                                                    |                                                        |
| CargoServ                                                        | 2013                | 01 × Vectron AC                        | 193 890 | 160 km/h ERTMS / PZB / LZB      | Duitsland Oostenrijk                                              |                                                        |
| boxXpress                                                        | 2013                | 04 × Vectron AC                        |         | 160 km/h ERTMS / PZB / LZB      | Duitsland Oostenrijk                                              |                                                        |
| boxXpress                                                        | 2014                | 04 × Vectron AC                        |         |                                 |                                                                   |                                                        |
| Paribus Capital (Rail Portfolio III)                             | 2013                | 02 × Vectron AC                        |         | 200 km/h                        | Zweden                                                            | verhuurd aan Railpool t.b.v. personenvervoer           |
| VR                                                               | 2013 2016-2026      | 80 × Vectron AC optie: 97 stuks        |         | 200 km/h                        | Finland                                                           | Breedspoorvariant met "Last-mile" dieselmotoren        |
| CFI(Compagnia Ferroviaria Italiana)                              | 2014                | 02 × Vectron DC                        |         | 160 km/h                        | Italië                                                            | Met "Last-mile" dieselmotoren                          |
| CFI(Compagnia Ferroviaria Italiana)                              | 2016                | 02 × Vectron DC                        |         |                                 | Italië                                                            |                                                        |
| European Locomotive Leasing                                      | 2014 2014-2016      | 38 × Vectron AC                        |         | 160 km/h o.a ERTMS              | Duitsland Oostenrijk Hongarije                                    | Raamverdrag voor max. 50 machines.                     |
| European Locomotive Leasing                                      | 2014 2014-2016      | 12 × Vectron MS                        |         | 160 km/h o.a. ERTMS             | DE / Polen AT / Tsjechië HU / Slowakije                           | Raamverdrag voor max. 50 machines.                     |
| European Locomotive Leasing                                      | 2016                | 15 × Vectron AC                        |         |                                 |                                                                   |                                                        |
| European Locomotive Leasing                                      | 2016                | 25 × Vectron MS optie: 10 stuks        |         |                                 |                                                                   |                                                        |
| mgw Service                                                      | 2014                | 01 × Vectron AC                        | 193 845 |                                 |                                                                   |                                                        |
| mgw Service                                                      | 2016                | 01 × Vectron AC                        | 193 846 |                                 |                                                                   |                                                        |
| WLC (Wiener Lokalbahnen Cargo GmbH)                              | 2014                | 01 × Vectron AC                        |         |                                 |                                                                   |                                                        |
| PCW (Prüfcenter Wegberg-Wildenrath)                              | 2015                | 01 × Vectron DE                        |         |                                 | Duitsland                                                         |                                                        |
| BLS Cargo                                                        | 2015 2016-2018      | 15 × Vectron MS                        |         | 200 km/h                        | DE / AT / CH Italië / Nederland                                   |                                                        |
| BLS Cargo                                                        | 2019 2020-2025      | 25 × Vectron MS                        |         | 160 km/h BE 200km/h             | DE / AT / CH Italië / Nederland/ België                           |                                                        |
| EGP (Eisenbahngesellschaft Potsdam mbH)                          | 2015                | 01 × Vectron AC                        | 193 848 |                                 | Duitsland Oostenrijk                                              | met "Last-mile" dieselmotor                            |
| ITL Eisenbahngesellschaft mbH onderdeel van Captrain Deutschland | 2015                | 06 × Vectron MS                        |         |                                 | DE / Polen AT / Tsjechië HU / Slowakije                           | [ 24 ]                                                 |
| PKP Cargo                                                        | 2015 2016-2017      | 15 × Vectron MS optie: 5 stuks         |         | o.a. ECTS                       | DE / Polen AT / Tsjechië HU / Slowakije                           | 193 513, 193 514 en 193 515 met toelating in Nederland |
| DB Schenker Rail (via Unicredit Leasing GmbH)                    | 2015 2016           | 08 × Vectron DC                        |         | 160 km/h                        | Italië                                                            |                                                        |
| EP Cargo                                                         | 2016                | 01 × Vectron MS                        |         |                                 |                                                                   |                                                        |
| Prvá Slovenská Železnicná (PSŽ)                                  | 2016                | 01 × Vectron MS                        |         |                                 |                                                                   |                                                        |
| Lokomotion                                                       | 2016 2017           | 08 × Vectron MS                        |         | 200 km/h o.a. ECTS              | DE / AT Italië                                                    | [ 15 ] [ 25 ]                                          |
| CD Cargo                                                         | 2016-2017 2016-2018 | 08 × Vectron MS                        |         | 160 km/h                        | Tsjechië                                                          |                                                        |
| Alpha Trains                                                     | 2016                | 10 × Vectron AC                        |         |                                 |                                                                   |                                                        |
| PIMK                                                             | 2016                | 01 × Vectron AC                        |         |                                 |                                                                   |                                                        |
| Hector Rail                                                      | 2016-2017           | 20 × Vectron AC                        |         |                                 |                                                                   | met "Last-mile" dieselmotor                            |
| RailCare                                                         | 2016                | 07 × Vectron AC                        |         | 160 km/h                        | DE / AT Zwitserland                                               |                                                        |
| Hupac                                                            | 2017 2018           | 08 × Vectron MS                        |         | 160 km/h                        | DE / AT / CH Italië / Nederland                                   |                                                        |
| SBB                                                              | 2017 vanaf 2017     | 18 × Vectron MS                        |         | 160 km/h                        | DE / AT / CH Italië                                               | eigendom van LokRoll AG                                |
| SBB                                                              | 2019                | 20 × Vectron MS                        |         | 160 km/h                        | Duitsland / Oostenrijk / Zwitserland / Italië / Nederland         | eigendom van Südleasing                                |
| Gysev                                                            | 2017                | 06 × Vectron AC 03 × Vectron MS        |         |                                 |                                                                   |                                                        |
| ÖBB                                                              | 2017 2018           | 30 × Vectron MS optie: 150×AC en 20×MS |         | 160 km/h                        |                                                                   |                                                        |
| Deutsche Bahn                                                    | 2017 2017-2018      | 60 × Vectron MS optie: 40 stuks        |         | 160 km/h                        | DE / AT / CH Italië / Nederland                                   |                                                        |
| Metrans                                                          | 2019                | 10 × Vectron MS                        | 383 xxx | 160 km/h                        | Tsjechië / Duitsland / Oostenrijk / Polen / Hongarije / Slowakije |                                                        |
| NS International                                                 | 2020                | 16 × Vectron MS                        | 193 xxx | 160 km/h                        | Nederland                                                         | geleased via ELL.                                      |
| Totaal                                                           |                     | 528 opties: 345 stuks                  |         |                                 |                                                                   |                                                        |

## Toelatingen
Om te mogen rijden in een bepaald land, is voor elke variant apart een toelating nodig. De onderstaande tabel geeft weer in welke landen de verschillende varianten op dit moment zijn toegelaten. Er wordt nog steeds gewerkt aan het verkrijgen van verdere toelatingen.
| Land        | MS | AC | DC | DE | DM    | DM light | Opmerkingen                                      |
| ----------- | -- | -- | -- | -- | ----- | -------- | ------------------------------------------------ |
| Nederland   | +  | x  | -  | -  | x     | x        |                                                  |
| België      | +  | x  | -  | -  | x     | x        |                                                  |
| Duitsland   | +  | +  | x  | +  | +     | o        |                                                  |
| Oostenrijk  | +  | +  | x  | +  | + / o | -        | Versie DM alleen toelaten op lijnen zonder ETCS. |
| Zwitserland | +  | +  | x  | -  | -     | -        |                                                  |
| Hongarije   | +  | +  | x  | -  | x     | x        |                                                  |
| Tsjechië    | +  | +  | -  | -  | x     | x        |                                                  |
| Slowakije   | +  | +  | -  | -  | x     | x        |                                                  |
| Denemarken  | -  | +  | x  | -  | x     | x        |                                                  |
| Noorwegen   | -  | +  | x  | -  | -     | -        |                                                  |
| Zweden      | -  | +  | x  | -  | -     | -        |                                                  |
| Italië      | +  | x  | +  | -  | x     | x        |                                                  |
| Polen       | +  | x  | +  | -  | x     | x        |                                                  |
| Slovenië    | +  | x  | -  | -  | x     | x        |                                                  |
| Kroatië     | +  | +  | x  | -  | x     | x        |                                                  |
| Servië      | +  | -  | x  | -  | x     | x        |                                                  |
| Roemenië    | +  | +  | x  | -  | x     | x        |                                                  |
| Bulgarije   | +  | +  | x  | -  | x     | x        |                                                  |
| Frankrijk   | o  | -  | x  | -  | x     | x        |                                                  |
| Finland     | -  | +  | x  | -  | x     | x        |                                                  |
| Turkije     | +  | +  | x  | +  | x     | x        |                                                  |

| + | Wel toegelaten.                                                                  |
| - | Niet toegelaten.                                                                 |
| o | Gepland (op basis van geplaatste bestellingen).                                  |
| x | Niet van toepassing (bovenleidingspanning niet aanwezig in desbetreffende land). |

## Concurrenten
De concurrerende locomotieffamilie is voornamelijk de TRAXX van Bombardier en deels de EuroDual van Stadler Rail. Beide gebruiken een modulair concept, waarbij alle varianten gebruikmaken van dezelfde locomotiefkast, ongeacht aandrijfvorm of gebruik.

## Afbeeldingen

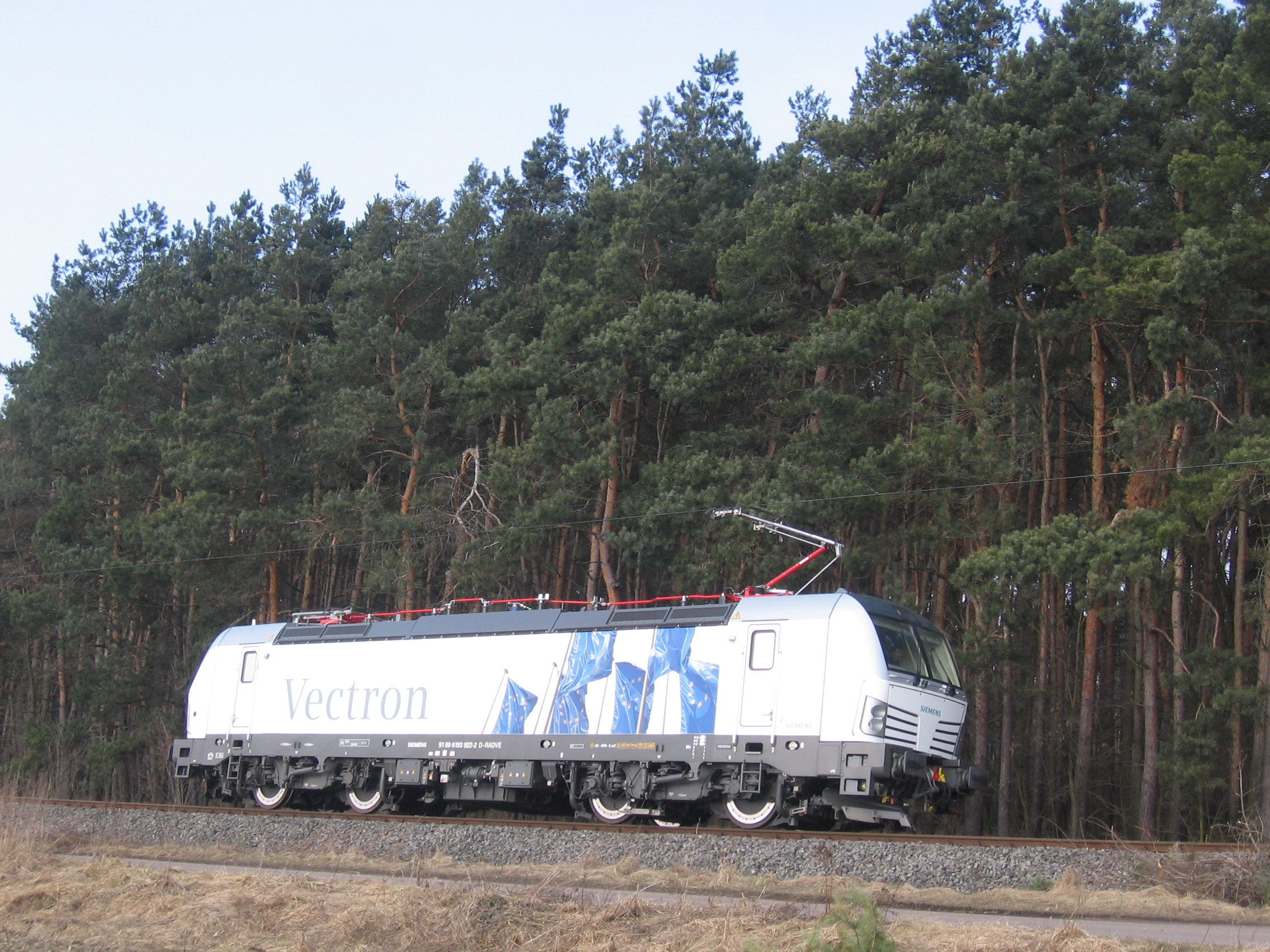
Vectron 193 922 op testring in Cerhenice (CZ)
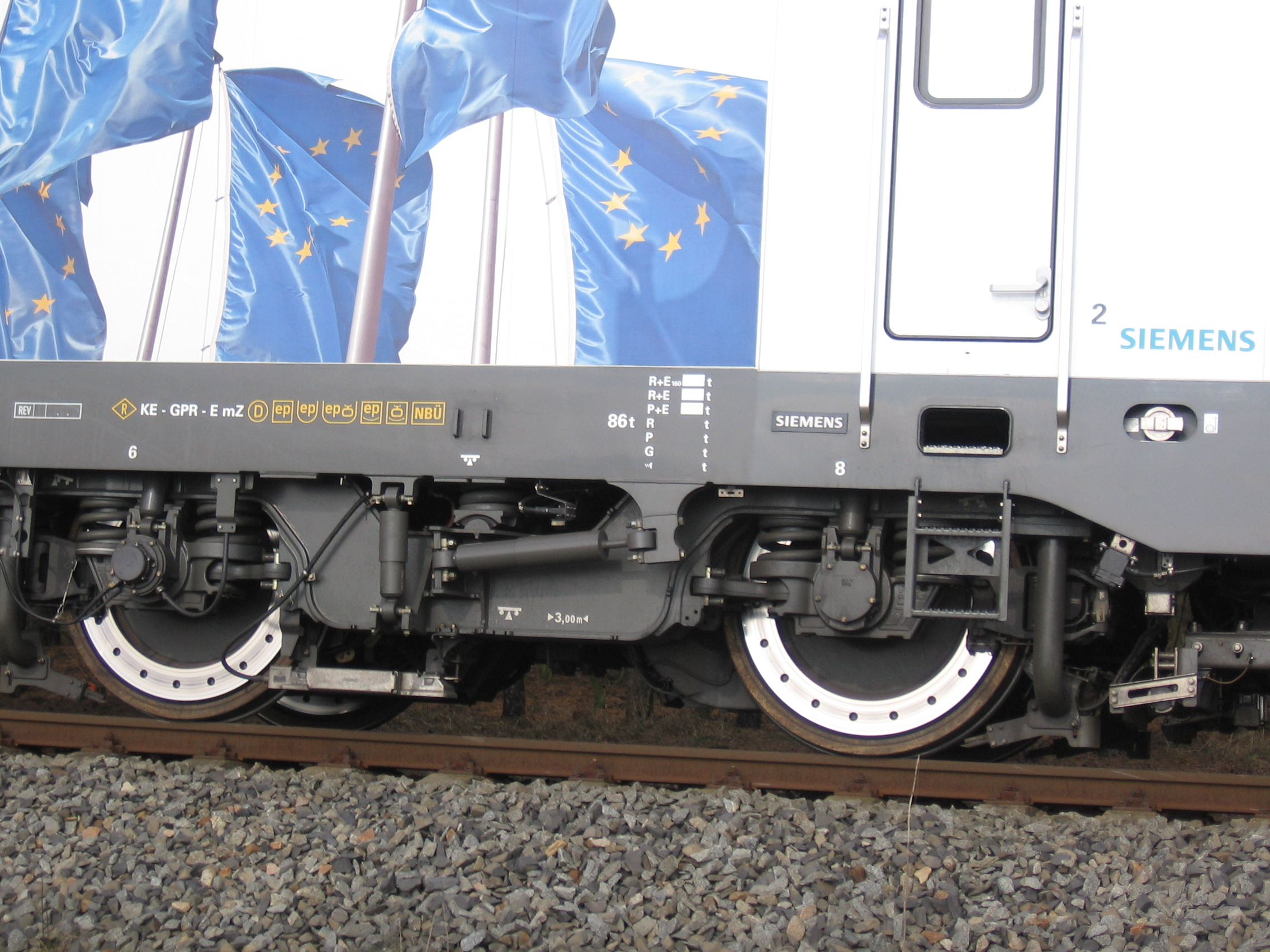
Draaistel van Vectron 193 922
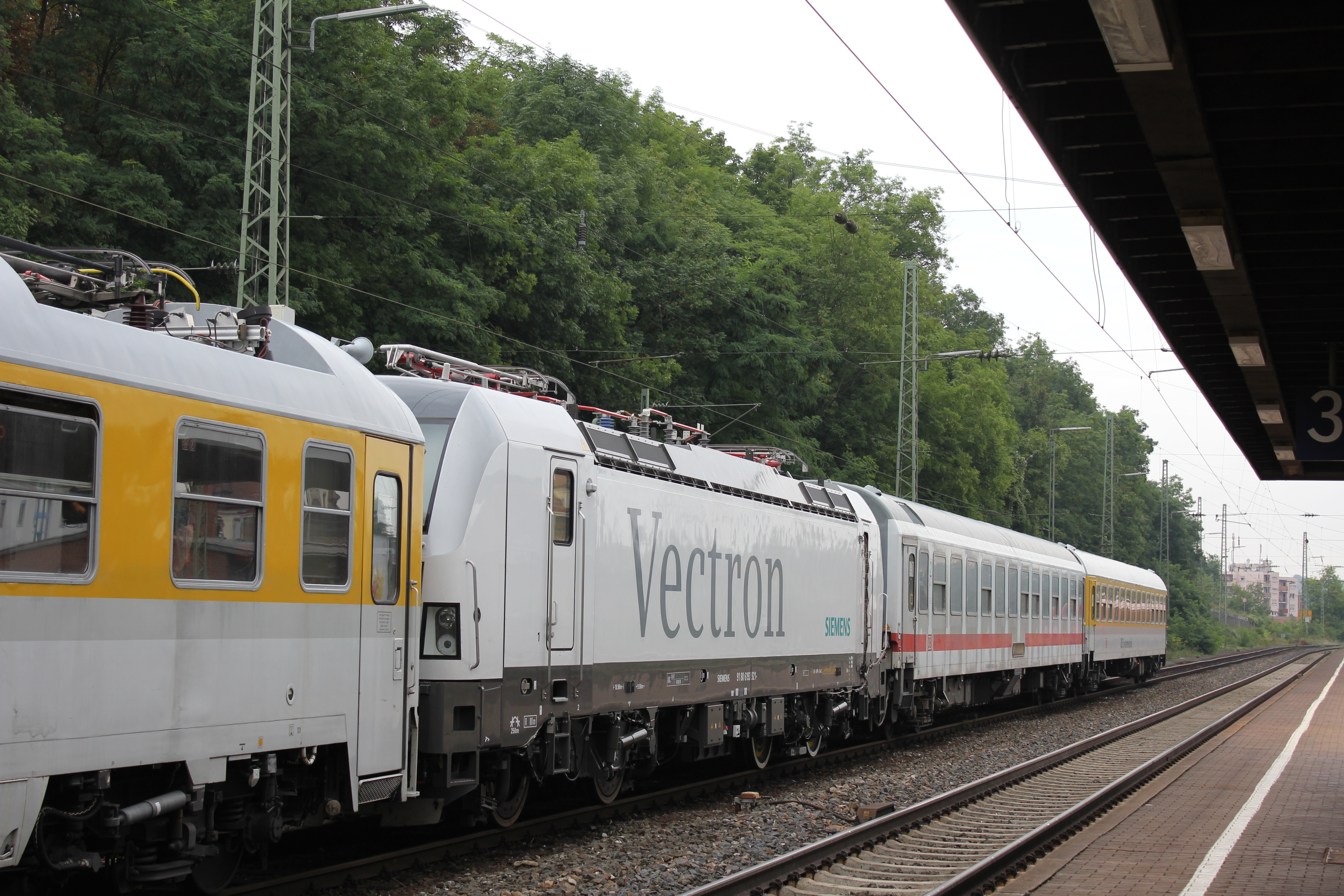
Vectron 193 921 in testtrein op station Kitzingen
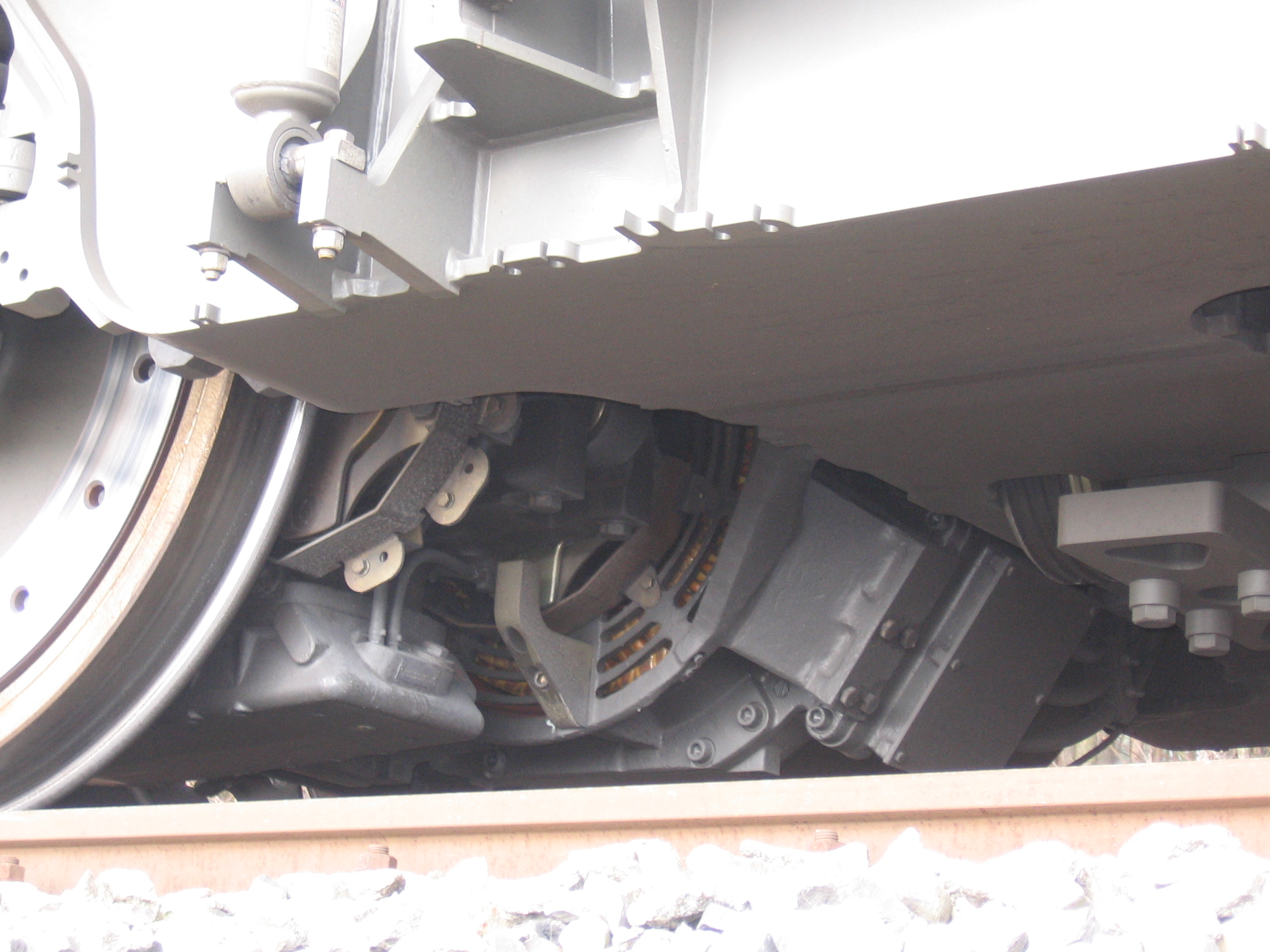
Draaistel met Ritzelhohlwellenantrieb
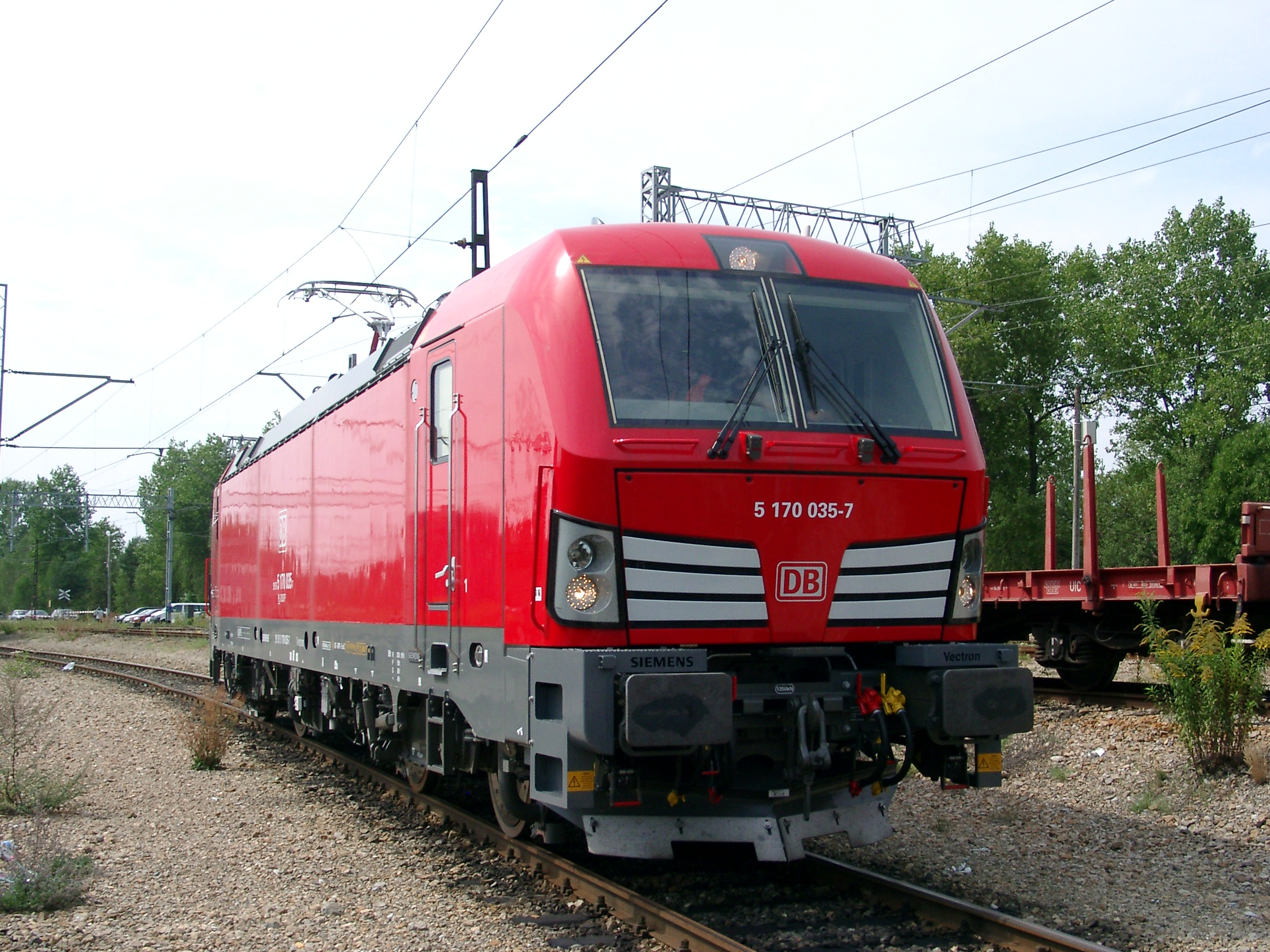
Vectron 170 035 van DB Schenker Rail voor inzet in Polen
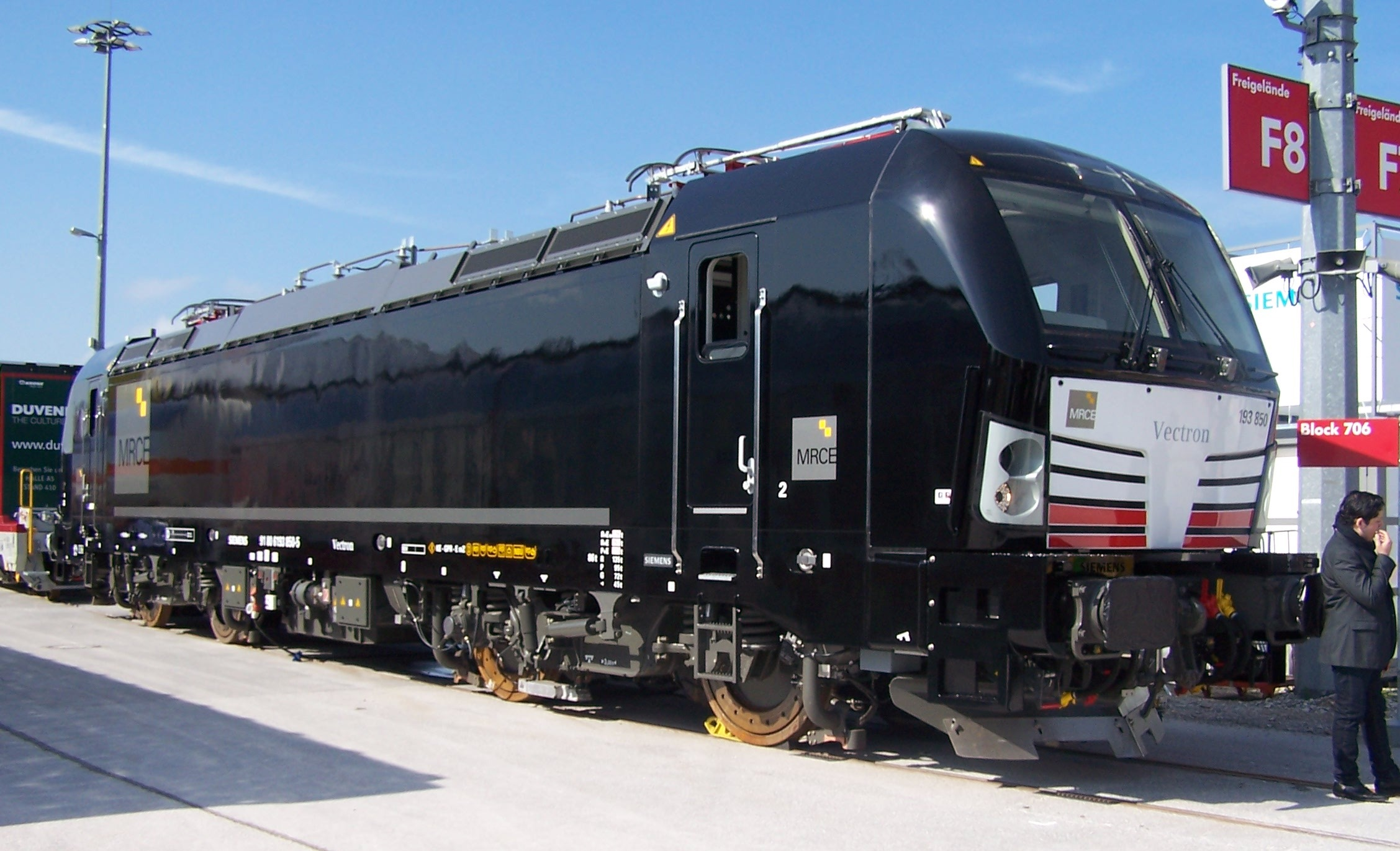
Vectron 193 850 voor MRCE op de Transport Logistic te München
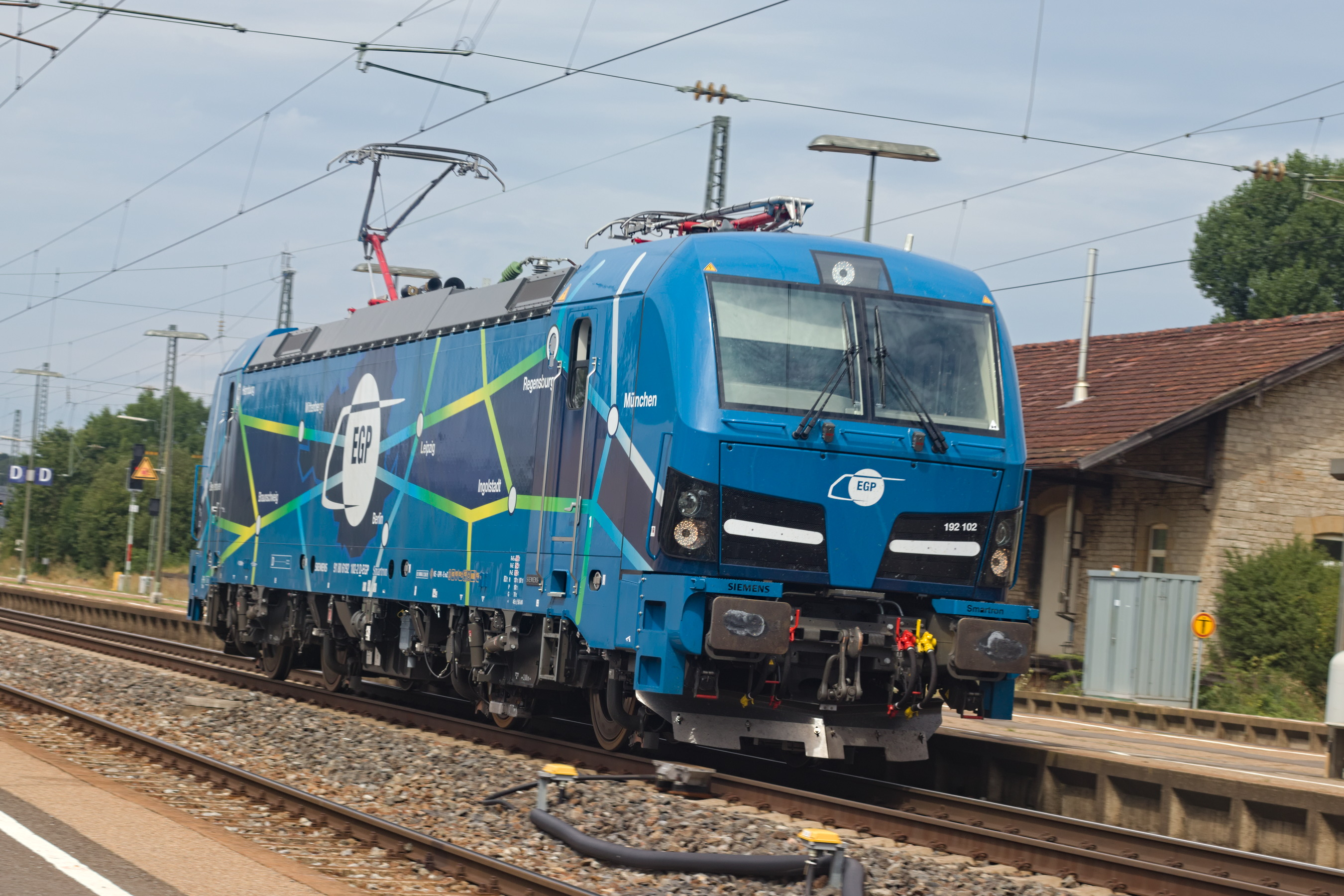
Smartron
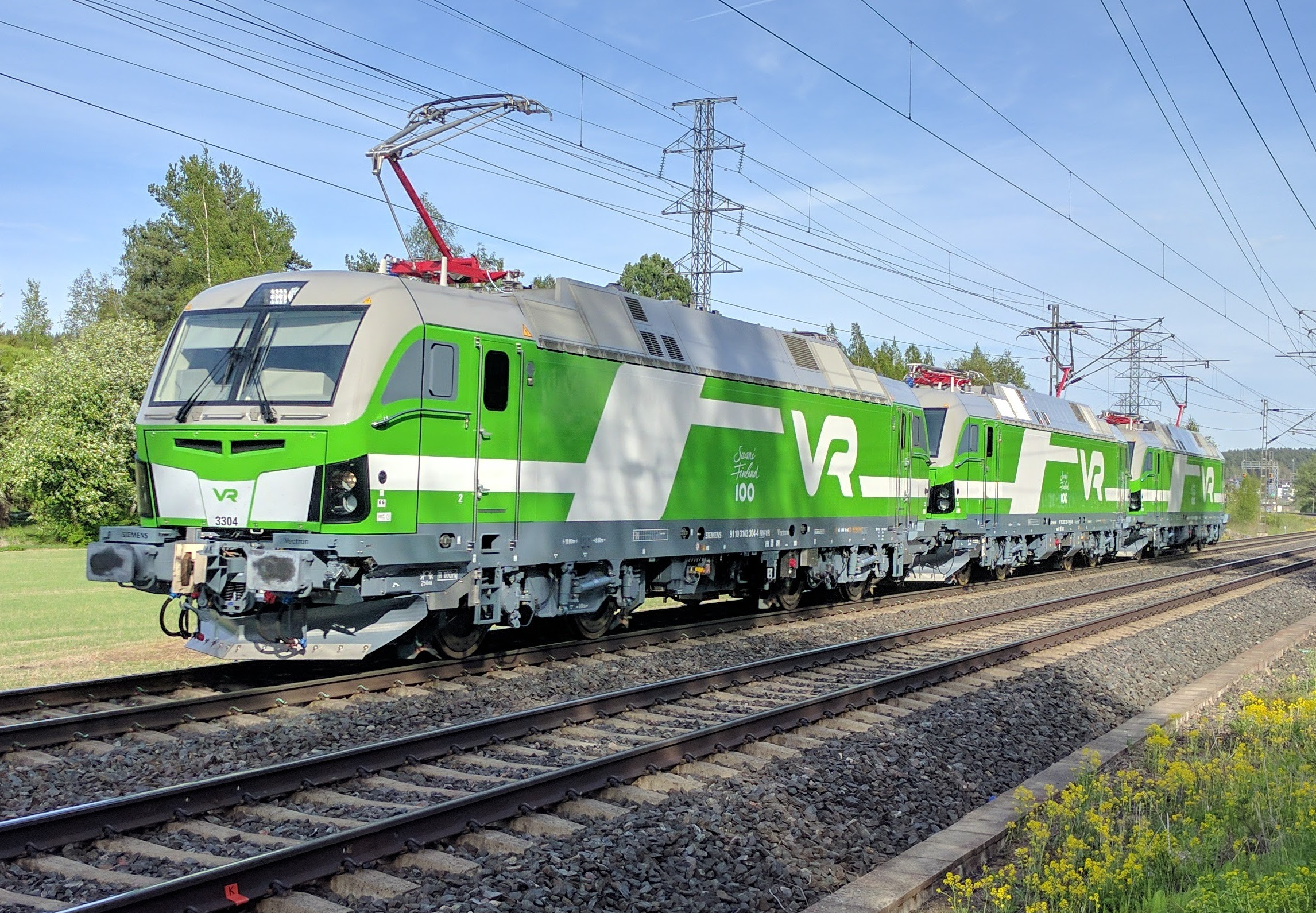
Vectron in de variant voor Finland
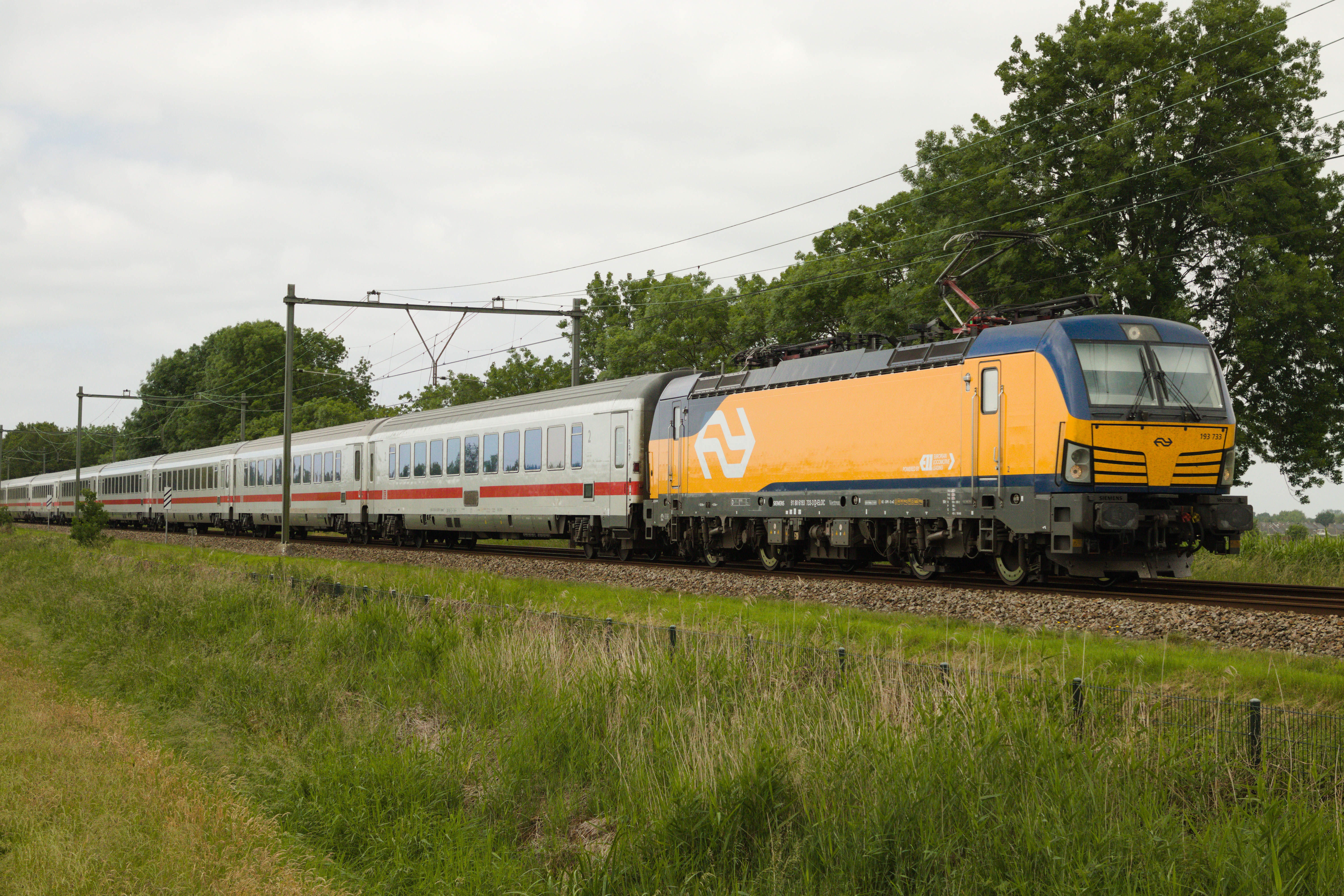
Vectron in gebruik bij NS